# Voci (film 2001)
Voci è un film del 2001 diretto da Franco Giraldi, con protagonista Valeria Bruni Tedeschi. 
Il film è un libero adattamento dell'omonimo romanzo di Dacia Maraini.

## Trama
A Genova, nello stesso palazzo vivono Angela Bari, affascinante e spensierata figlia di una famiglia molto ricca, e Michela Canova, praticante giornalista a Il Secolo XIX, una donna introversa e timida, che convive col suo compagno e nasconde anche a sé stessa la propria natura volitiva. Sono due donne agli antipodi, ma buone vicine da tempo. Una notte, dopo una festa nel suo appartamento, Angela viene misteriosamente assassinata e Michela decide di indagare sull'assurda morte di quell'amica mancata, scoprendo un passato scomodo e portando a galla le violenze sepolte dall'omertà della famiglia Bari. Molte sono le voci che cercheranno di distogliere Michela dalla ricerca della verità, ma sarà la crescente fiducia riposta in Momcilo/Nando, uno slavo grande amico di Angela, che la porterà sulla strada giusta.

## Produzione
Il film è stato distribuito da Lantia - Istituto Luce il 10 maggio 2002, ed è stato realizzato anche col sostegno del Dipartimento dello Spettacolo del Ministero per i Beni e le Attività Culturali.

## Riprese
Nel film si vedono numerose zone di Genova, tra cui il porto con la sopraelevata che lo costeggia, l'Acquario, la Questura in via Armando Diaz, il Teatro della Tosse, la stazione di Genova Brignole, la piazza della basilica di San Siro, Piazza delle Erbe, la Salita delle Battistine, il Cimitero di Staglieno, Arenzano, mentre la Villa Ceriana-Mayneri è situata sulla via Aurelia a Pieve Ligure.

## Critica
(Fabio Ferzetti, Il Messaggero, 10 maggio 2002)
(Tullio Kezich, Corriere della Sera, 11 maggio 2002)